# Skæbnens Dom
Skæbnens Dom er en stumfilm fra 1915 instrueret af Aage Brandt.